# Elasmus ricinus
Elasmus ricinus är en stekelart som beskrevs av Husain och Kudeshia 1984. Elasmus ricinus ingår i släktet Elasmus och familjen finglanssteklar. Inga underarter finns listade i Catalogue of Life.